# Cratere White
White è un cratere lunare di 42,34 km situato nella parte sud-orientale della faccia nascosta della Luna.